# Páll Vang
Páll Heðin Vang (* 8. August 1949 in Tvøroyri, Suðuroy; † 3. Januar 2023) war ein              färingischer Politiker der Fólkaflokkurin FF, der unter anderem zwischen 1981 und 1985 Minister für Landwirtschaft, Gesundheit, Verkehr und Justiz in der Landesregierung Pauli Ellefsen war.

## Leben
Páll Heðin Vang, Sohn von Johanna Andreasen und Pauli Vang, wuchs in Froðba auf und absolvierte ein Lehramtsstudium am Lehrerseminar in Holbæk, welches er 1973 abschloss. Im Anschluss war er von 1974 und 1975 als Lehrer an der Berufsschule in Tórshavn sowie zwischen 1975 und 1986 an der Berufsschule in seinem Geburtsort Tvøroyri. Am 5. Januar 1981 wurde er als Vertreter der Volkspartei FF (Fólkaflokkurin) in die Landesregierung Pauli Ellefsen berufen und bekleidete in dieser bis zum 10. Januar 1985 die Ämter als Minister für Landwirtschaft, Gesundheit, Verkehr und Justiz. Für seine Verdienste wurde er 1984 zum Ritter des Dannebrogordens ernannt.
Nach seinem Ausscheiden aus der Landesregierung engagierte sich Vang in der Kommunalpolitik und gehörte von 1985 bis 2000 dem Stadtrat von Tvøroyri als Mitglied. Als Nachfolger von Dánjal av Rana wurde er 1993 Bürgermeister von und bekleidete dieses Amt bis 2000, woraufhin Finnleif Guttesen ihn ablöste. Nachdem er zwischen 1986 und 1993 eine Maklerfirma betrieben hatte, nahm er 1994 eine Tätigkeit als Lehrer an der Berufsschule in Trongisvágur. Er war ferner Vorstandsmitglied der Färöischen Feuerversicherung, sowie des Suðuroy Krankenhauses und fungierte zwischen 1993 und 1996 als Vorsitzender des Kommunalverbandes (Kommunubólkinum). Er war mit Elin Jacobsen verheiratet.